# Rahu (Estland)
Rahu (Duits: Rachk) is een plaats in de Estlandse gemeente Saaremaa, provincie Saaremaa. De plaats heeft de status van dorp (Estisch: küla) en telt 21 inwoners (2021).
Tot in oktober 2017 behoorde Rahu tot de gemeente Valjala. In die maand werd Valjala bij de fusiegemeente Saaremaa gevoegd.

## Geschiedenis
In 1509 werden zowel een dorp als een landgoed Rachte voor het eerst genoemd. Nog in de 16e eeuw werd het landgoed samengevoegd met het landgoed Köln (Estisch: Lööne). Tussen 1731 en 1791 was het weer een zelfstandig landgoed; daarna werd het een ‘semi-landgoed’ (Duits: Beigut, Estisch: poolmõis), een landgoed dat deel uitmaakt van een groter landgoed, in dit geval Köln.